# Episema ochreorufa
Episema ochreorufa là một loài bướm đêm trong họ Noctuidae.